# I Am... Sasha Fierce
I Am… Sasha Fierce er det tredje studiealbum fra den amerikanske R&B-sangerinde Beyoncé. Det blev udgivet den 18. november 2008 af Columbia Records. Albummet blev udgivet som dobbeltalbum, hvor de to cd'er hver repræsenterede en side af Knowles' personlighed og musiske stil. Den første disk, I Am... arbejder meget med langsomme og middeltempo R&B- og popballader, mens den anden, Sasha Fierce, der er opkaldt efter Knowles' scene-alterego, indeholder flere tempofyldte dansesange, som blander euro- og synthpop. En deluxe-udgave af albummet blev udgivet umiddelbart efter originaludgaven.

## Produktion og optagelse
Optagelsen af albummet fandt sted over en otte måneders periode. Beyoncé indspillede albummet i sessioner på Tree Sound Studios i Atlanta, Georgia; Chung King Studios, Electric Lady Studios, Strawberrybee Productions i New York; GAD Studios i Ibiza, Spanien; Mansfield Studios og campingpladsen i Los Angeles; South Beat Studios i Miami Beach; og The Boom Boom Room i Burbank, Californien. Beyoncé enten co-skrev eller co-produceret alt materiale på I Am... Sasha Fierce. Hun samarbejdede med flere pladeproducenter og sangskrivere , herunder Kenneth "Babyface" Edmonds, Stargate (en produktionsduo bestående af Tor Erik Hermansen og Mikkel Storleer Eriksen), Christopher "Tricky" Stewart, Terius "The-Dream" Nash, Rodney "Darkchild" Jerkins, Sean Garrett, Solange, Jim Jonsin, Rico Love, Ryan Tedder, Shondrae "Bangladesh" Crawford, Ian Dench, Dave McCracken, Wayne Wilkins og Elvis Williams. Beyoncé samarbejdede også med nogle musikere hun aldrig havde arbejdet med tidligere, herunder Toby Gad og BC Jean på "If I Were a Boy" og Amanda Ghost på "Disappear".
For I Am... discen, blev Beyoncé påvirket af folkemusik og alternativ rock-genrerne, samtidig med at indarbejde andre instrumenter hun ikke havde anvendet tidligere, såsom akustisk guitar. Tedder har specifikt bistået Beyoncé med crafting albummets ballader. De ballader blev udformet på en måde at kombinere "de bedste elementer" af pop og soulmusik , samtidig med at hun "udvider mulighederne for begge genrer". Beyoncé forsøgte noget andet som folk havde store forventninger fra hende; hun eksperimenterede med stærkere tekster. Beyoncé arbejdede med Ghost om, at omskrive Franz Schuberts "Ave Maria" efter at have co-skrevet "Disappear" i London. Ghost fortalte The Daily Telegraph, at de begge var inspireret af deres daværende seneste ægteskaber og havde gået ned ad kirkegulvet til "Ave Maria".
I perioden på otte måneder, indspillede Beyoncé over 70 sange og besluttede under redigeringsprocessen, at hun ikke ønskede at forene de to tilgange på en plade. Hvis en sang var meningsløst for hende, skar hun dem ud i løbet af processen, og brugte udelukkelsesmetoden for det endelige track-liste. At gøre sammenligninger til et magasin, uddybede Beyoncé at udgivelsen var et dobbeltalbum, og at det havde to covere. De sort-hvide kunstværker til standard, deluxe og platin udgaver af I Am ... Sasha Fierce blev alle skudt af den tyske fotograf Peter Lindbergh.

## Udgivelse
Deluxeudgaven af albummet blev udgivet samtidig med standardudgaven. Mathew Knowles, Beyoncés far og derefter manager, holdt en lyttende fest for albummet i New York den 22. oktober 2008. Den 16. juni 2009 blev Above and Beyoncé: Video Collection & Dance Mixes udgivet som en kombineret CD og DVD. Udgivelsen indeholdt en cd med dance remixes til singler af albummet (herunder et "Ego" remix med rapperen Kanye West) og DVD videoer som tidligere var blev udgivet til disse singler. En endelig platinudgave af I Am ... Sasha Fierce blev udgivet i udvalgte lande i november 2009, og byder på en cd og en dvd. Deluxeudgaven af albummet blev igen udstedt i USA den 23. november 2009, herunder alle de tidligere udsendte sange ud over de nye sange "Poison", "Why Don't You Love Me" og et remix af "Video Phone" med Lady Gaga.
En EP med titlen I Am ... Sasha Fierce - The Bonus Tracks blev udgivet den 23. november 2009 i flere lande, som byder på disse nye numre. Beyoncé lavede en version af sangen "Honesty" (en sang af Billy Joel) og det indgår som en bonustrack i platinudgaven af albummet. I februar 2010 blev en bonustrack fra albummets flere genudgivelser "Why Don't You Love Me", som fungerede som en salgsfremmende single, Beyoncés trettende nummer et dancehit på den amerikanske Hot Dance Club Songs. Den 4. maj 2010 optrådte en fuld-længde musikvideo online. Efter sin løsladelse som en salgsfremmende single.

## Spor
| 1. | "If I Were a Boy"     | Toby Gad, BC Jean                                                          | Gad, Beyoncé                            | 4:10 |
| 2. | "Halo"                | Beyoncé, Ryan Tedder, E. Kidd Bogart                                       | Tedder, Beyoncé                         | 4:22 |
| 3. | "Disappear"           | Amanda Ghost, Hugo Chakrabongse, Dave McCracken, Ian Dench, Beyoncé        | Amanda Ghost, McCracken, Dench, Beyoncé | 4:29 |
| 4. | "Broken-Hearted Girl" | Kenneth "Babyface" Edmonds, Mikkel S. Eriksen, Tor Erik Hermansen, Beyoncé | StarGate, Beyoncé                       | 4:39 |
| 5. | "Ave Maria"           | Beyoncé, Amanda Ghost, Dench, Makeba, Eriksen, Hermansen                   | StarGate, Beyoncé                       | 3:42 |
| 6. | "Satellites"          | Amanda Ghost, McCracken, Dench, Beyoncé                                    | Amanda Ghost, McCracken, Dench, Beyoncé | 3:07 |

| 7. | "Smash into You"              | Jon McLaughlin, Christopher "Tricky" Stewart, Terius "The-Dream" Nash, Beyoncé | Stewart, Nash, Beyoncé | 4:31 |
| 8. | "That's Why You're Beautiful" | Andrew Hey, James Fauntleroy II, Beyoncé                                       | Hey, Beyoncé           | 3:41 |

| 7. | "Save the Hero" | Beyoncé, Ali Tamposi, Rico Love, James Scheffer | Rico Love, Beyoncé | 4:34 |

| 10. | "If I Were A Boy" (Maurice Joshua Mojo UK Remix) |  |  | 6:29 |
| 11. | "Halo" (Dave Audé Club Remix)                    |  |  | 8:53 |
| 12. | "Broken-Hearted Girl" (Catalyst Remix)           |  |  | 4:46 |

| 10. | "Si Yo Fuera un Chico" | Gad, Jean | Gad, Beyoncé | 4:09 |

| 1. | "Single Ladies (Put a Ring on It)" | Stewart, Nash, Thaddis Harrell, Beyoncé                               | Stewart, Nash, Beyoncé                     | 3:13 |
| 2. | "Radio"                            | Scheffer, Rico Love, Dwayne Nesmith, Beyoncé                          | Jim Jonsin, D-Town, Rico Love, Beyoncé     | 3:39 |
| 3. | "Diva"                             | Beyoncé · Shondrae "Mr. Bangladesh" Crawford · Sean "The Pen" Garrett | Crawford · Garrett · Beyoncé               | 3:21 |
| 4. | "Sweet Dreams"                     | Beyoncé · Scheffer · Wayne Wilkins · Rico Love                        | Jim Jonsin · Wilkins · Rico Love · Beyoncé | 3:28 |
| 5. | "Video Phone"                      | Beyoncé · Crawford · Garrett · Angela Beyincé                         | Crawford · Garrett · Beyoncé               | 3:35 |

| 6. | "Hello"            | Beyoncé · Ramon Owen · David Quiñones · Bogart                                                     | Reo · Beyoncé            | 4:17 |
| 7. | "Ego"              | Elvis "BlacElvis" Williams, Harold Lilly, Beyoncé                                                  | Williams, Lilly, Beyoncé | 3:56 |
| 8. | "Scared of Lonely" | Rodney "Darkchild" Jerkins, LaShawn Daniels, Cristyle Johnson, Rico Love, Solange Knowles, Beyoncé | Jerkins, Beyoncé         | 3:43 |

| 9. | "Why Don't You Love Me" | Beyoncé, Knowles, Beyincé, Eddie Smith III, Jesse Rankins, Jonathan Wells | Bama Boyz, Beyoncé | 3:37 |

| 10. | "Single Ladies (Put a Ring on It)" (DJ Escape & Tony Coluccio Remix - Club Version) |  |  | 6:58 |
| 11. | "Diva" (Karmatronic Club Remix)                                                     |  |  | 5:05 |
| 12. | "Ego" (OK DAC Remix)                                                                |  |  | 6:28 |
| 13. | "Sweet Dreams" (Harlan Pepper & AG 3 Remix)                                         |  |  | 6:41 |
| 14. | "Ego" (Remix featuring Kanye West)                                                  |  |  | 4:41 |

| 1.  | "If I Were a Boy"                  |  |  | 4:10 |
| 2.  | "Halo"                             |  |  | 4:22 |
| 3.  | "Disappear"                        |  |  | 4:29 |
| 4.  | "Broken-Hearted Girl"              |  |  | 4:39 |
| 5.  | "Ave Maria"                        |  |  | 3:42 |
| 6.  | "Satellites"                       |  |  | 3:07 |
| 7.  | "Single Ladies (Put a Ring on It)" |  |  | 3:13 |
| 8.  | "Radio"                            |  |  | 3:39 |
| 9.  | "Diva"                             |  |  | 3:21 |
| 10. | "Sweet Dreams"                     |  |  | 3:28 |
| 11. | "Video Phone"                      |  |  | 3:35 |
| 12. | "Why Don't You Love Me"            |  |  | 3:37 |

| 1.  | "If I Were a Boy"                                    | 4:10 |
| 2.  | "Halo"                                               | 4:21 |
| 3.  | "Disappear"                                          | 4:28 |
| 4.  | "Broken-Hearted Girl"                                | 4:39 |
| 5.  | "Ave Maria"                                          | 3:42 |
| 6.  | "Smash into You"                                     | 4:31 |
| 7.  | "Satellites"                                         | 3:07 |
| 8.  | "That's Why You're Beautiful"                        | 3:41 |
| 9.  | "Single Ladies (Put a Ring on It)"                   | 3:13 |
| 10. | "Radio"                                              | 3:38 |
| 11. | "Diva"                                               | 3:21 |
| 12. | "Sweet Dreams"                                       | 3:28 |
| 13. | "Video Phone"                                        | 3:35 |
| 14. | "Hello"                                              | 4:16 |
| 15. | "Ego"                                                | 3:56 |
| 16. | "Scared of Lonely"                                   | 3:42 |
| 17. | "Poison"                                             | 4:02 |
| 18. | "Video Phone" (Extended Remix) (featuring Lady Gaga) | 5:04 |

### Platinum edition
I september 2009 blev en forbedret to-disc udgave af albummet udgivet, hvor den første skive var med 16 numre fra den oprindelige version med fire bonus lydspor, og dens anden skive var med en videosamling fra Above and Beyoncé, herunder syv musikvideoer.
| 1.  | "Single Ladies (Put a Ring on It)" | Christopher Stewart, Terius Nash, Thaddis "Kuk" Harrell, Beyoncé          |  | 3:13 |
| 2.  | "Diva"                             | Beyoncé, Shondrae Crawford, Sean Garrett                                  |  | 3:21 |
| 3.  | "Ego"                              | Elvis "BlacElvis" Williams, Harold Lilly, Beyoncé                         |  | 3:56 |
| 4.  | "Halo"                             | Beyoncé, Ryan Tedder, Evan Kidd Bogart                                    |  | 4:21 |
| 5.  | "If I Were a Boy"                  | Toby Gad, BC Jean                                                         |  | 4:10 |
| 6.  | "Smash into You"                   | Beyoncé, Stewart, Nash, T. Harrell                                        |  | 4:31 |
| 7.  | "Sweet Dreams"                     | Beyoncé, Scheffer, Wayne Wilkins, Rico Love                               |  | 3:28 |
| 8.  | "Broken-Hearted Girl"              | Kenneth "Babyface" Edmond, Mikkel S. Eriksen, Tor Erik Hermansen, Beyoncé |  | 4:39 |
| 9.  | "Scared of Lonely"                 | Darkchild, LaShawn Daniels, Cristyle, Rico Love, Solange Knowles, Beyoncé |  | 3:42 |
| 10. | "That's Why You're Beautiful"      | Andrew Hey, James Fauntleroy II, Beyoncé                                  |  | 3:41 |
| 11. | "Hello"                            | Beyoncé, Ramon Owen, David Quiñones, Bogart                               |  | 4:16 |
| 12. | "Radio"                            | Beyoncé, Scheffer, Love, Dwayne Nesmith                                   |  | 3:38 |
| 13. | "Video Phone"                      | Beyoncé, Crawford, Garrett, Angela Beyincé                                |  | 3:35 |
| 14. | "Ego" (Remix featuring Kanye West) | Elvis "BlacElvis" Williams, Harold Lilly, Beyoncé                         |  | 4:44 |
| 15. | "Why Don't You Love Me"            | Beyoncé, Bama Boyz                                                        |  | 3:37 |
| 16. | "Honesty"                          | Billy Joel, Scott Storch, Ramone, Beyoncé                                 |  | 3:47 |
| 17. | "Save the Hero"                    | Beyoncé, Ali Tamposi, Rico Love, James Scheffer                           |  | 4:34 |
| 18. | "Satellites"                       | Ghost, McCracken, Dench, Beyoncé                                          |  | 3:07 |
| 19. | "Disappear"                        | Beyoncé, Amanda Ghost, Hugo Chakrabongse, Dave McCracken, Ian Dench       |  | 4:28 |
| 20. | "Ave Maria"                        | Beyoncé, Ghost, Dench, Makeba, Eriksen, Hermansen                         |  | 3:42 |

| 21. | "Sweet Dreams" (Steve Pitron & Max Sanna Club Remix) | 7:38 |

| 21. | "Ego" (Slang "Big Ego" Club Remix) | 6:18 |
| 22. | "Diva" (Karmatronic Club Remix)    | 5:05 |

| 1. | "If I Were a Boy"                  | 5:05  |
| 2. | "Single Ladies (Put a Ring on It)" | 3:19  |
| 3. | "Diva"                             | 4:05  |
| 4. | "Halo"                             | 3:45  |
| 5. | "Broken-Hearted Girl"              | 4:40  |
| 6. | "Ego" (Remix featuring Kanye West) | 4:53  |
| 7. | "Ego" (Fan Exclusive)              | 3:58  |
| 8. | "Sweet Dreams"                     | 4:01  |
| 9. | "Behind the Scenes"                | 20:00 |

### The Bonus Tracks EP
| 1. | "Video Phone" (Extended Remix featuring Lady Gaga) | Beyoncé, Lady Gaga, Shondrae Crawford, Sean Garrett           | 5:04 |
| 2. | "Why Don't You Love Me"                            | Beyoncé, Knowles, Angela Beyincé, Bama Boyz                   | 3:37 |
| 3. | "Poison"                                           | Johntá Austin, Mikkel S. Eriksen, Tor Erik Hermansen, Beyoncé | 4:02 |

Noter
- Deluxe edition indeholder videoerne for videoerne for "If I Were a Boy" og "Single Ladies (Put a Ring on It)".[24]

## Eksterne links
- http://www.beyonceonline.com/ Arkiveret 5. januar 2009 hos  Wayback Machine – Officielle hjemmeside
- I Am... Sasha Fierce på Metacritic
- I Am... Sasha Fierce på Discogs